# Autorità di bacino regionale delle Marche
L'Autorità di bacino regionale delle Marche è una delle Autorità della Regione Marche che opera nel settore della difesa del suolo.
È un ente pubblico economico che gestisce i seguenti bacini idrografici:
Bacini regionali
- Litorale tra Gabicce e Pesaro
- Fiume Foglia
- Rio Genica
- Torrente Arzilla
- Fiume Metauro
- Litorale tra Metauro e Cesano
- Fiume Cesano
- Litorale tra Cesano e Misa
- Fiume Misa
- Litorale tra Misa e Fosso Rubiano
- Fosso Rubiano
- Fiume Esino
- Litorale tra Esino e Musone
- Fiume Musone
- Rio Fiumarella o Bellaluce
- Fiume Potenza
- Fosso Pilocco
- Torrente Asola
- Fiume Chienti
- Litorale tra Chienti e Tenna
- Fiume Tenna
- Fosso Valloscura-Rio Petronilla
- Fiume Ete Vivo
- Fosso Fel Molinello-Fosso di S. Biagio
- Fiume Aso
- Rio Canale
- Torrente Menocchia
- Torrente S. Egidio
- Fiume Tesino
- Torrente Albula

Bacini interregionali
- Fiumi Conca e Marecchia
- Fiume Tronto

Bacini Nazionali
- Fiume Tevere

La sede amministrativa è a Ancona.